# 맥퀸 (영화)
《맥퀸》(McQueen)은 2018년에 제작된 영국의 다큐멘터리 영화이다. 피터 에트귀가 감독하였으며 이안 보노트, 앤디 라이더, Nick Taussig, 폴 밴 카터가 제작하였다. 미스피츠 엔터테인먼트(Misfits Entertainment)와 샐론 픽처스(Salon Pictures)의 배너를 사용하였다.

## 줄거리
이 다큐멘터리는 영국의 패션 디자이너 알렉산더 맥퀸의 삶을 조명한다.

## 출연
출연자는 다음과 같다.
- 알렉산더 맥퀸
- 톰 포드
- 이사벨 블로
- 케이트 모스
- 자넷 맥퀸
- 조셉 베넷